# Staatliche Toto-Lotto GmbH Baden-Württemberg
Die Staatliche Toto-Lotto GmbH Baden-Württemberg (kurz: Lotto Baden-Württemberg) ist die Lotteriegesellschaft des Landes Baden-Württemberg. Das Unternehmen ist eine einhundertprozentige Tochter der Beteiligungsgesellschaft des Landes Baden-Württemberg. Auf nationaler Ebene ist Lotto Baden-Württemberg Mitglied im Deutschen Lotto- und Totoblock und auf internationaler Ebene in der Vereinigung European Lotteries (EL) sowie der World Lottery Association (WLA). Geschäftsführer ist seit dem 1. Januar 2018 Georg Wacker.
In der Stuttgarter Unternehmenszentrale am Nordbahnhof sind rund 200 Mitarbeiterinnen und Mitarbeiter beschäftigt. Sieben Regionaldirektionen innerhalb von Baden-Württemberg betreuen das aus rund 3.100 Annahmestellen bestehende Vertriebsnetz. Im Geschäftsjahr 2024 erwirtschaftete das Unternehmen mit seinem Lotterieangebot Spieleinsätze von rund 1,14 Mrd. Euro, im Vergleich zum Vorjahr eine Zunahme um rund vier Prozent. Für das Land kamen 437,2 Millionen Euro zusammen. Der Betrag setzt sich zusammen aus 193,2 Millionen Euro Lotteriesteuer und 231,1 Millionen Euro an Reinerträgen. 132,4 Mio. Euro davon setzte das Land über den Wettmittelfonds zur Förderung des Sports, der Kunst und Kultur, der Denkmalpflege und für soziale Einrichtungen und Projekte in Baden-Württemberg ein. Seit 2025 profitiert auch der Naturschutz sowie der Rettungsdienst und Katastrophenschutz

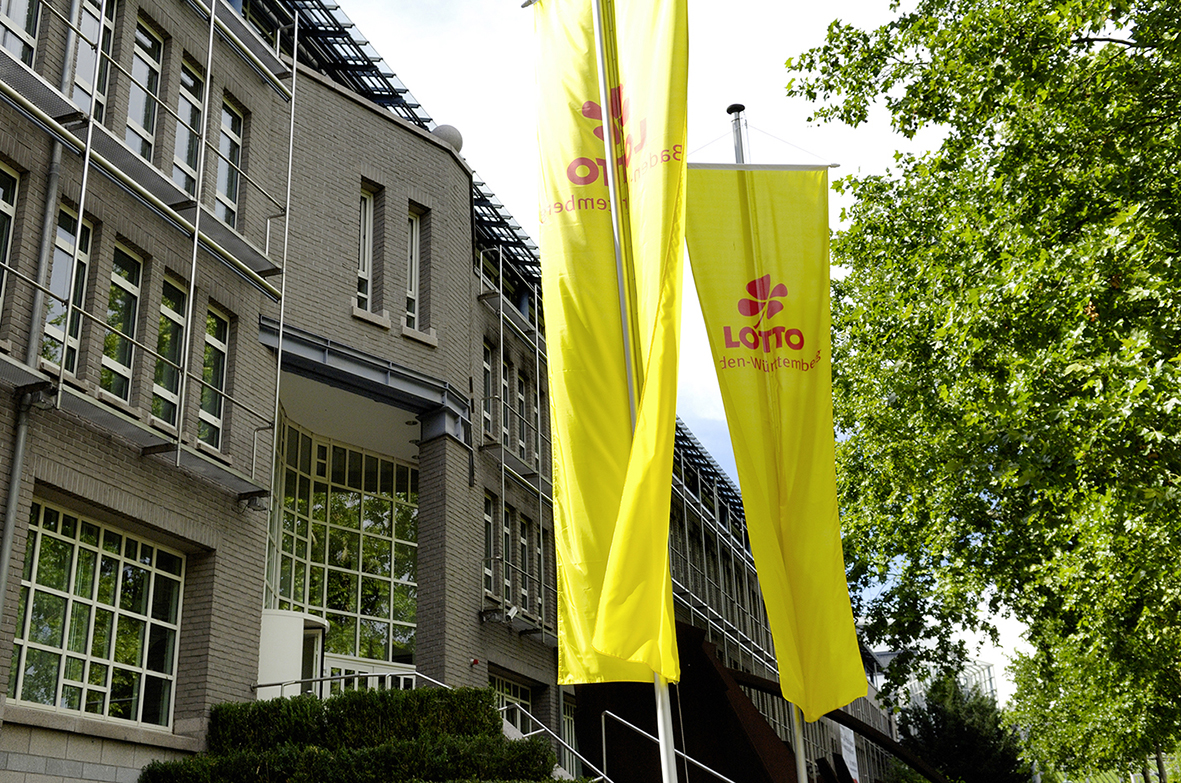
Ansicht der Lotto-Zentrale von der Nordbahnhofstraße

## Geschichte
Die Geschichte des Unternehmens begann am 18. August 1948, als der Landtag des Landes Württemberg-Baden das Gesetz Nr. 527 zur Sportwette verabschiedete. Am 7. Oktober 1948 wurde das Unternehmen unter dem Namen „Staatliche Sport-Toto GmbH“ offiziell gegründet. Am 19. März 1958 trat das Gesetz über das Zahlenlotto in Baden-Württemberg in Kraft. Die erste Lotto-Ziehung mit baden-württembergischer Beteiligung fand am 13. April 1958 statt. 1991 wurde die Staatliche Sport-Toto GmbH in Staatliche Toto-Lotto GmbH umbenannt, um auch das Zahlenlotto im Firmennamen zu verankern. Seit 1993 wird der Reinertrag sämtlicher Wetten und Lotterien einem Wettmittelfonds zugeführt, der zweckgebunden für die Sport- und Kulturförderung sowie für die Denkmalpflege und soziale Zwecke verwendet wird.

## Geschäftsführer
- 1948–1955: Alfred Schaffrath
- 1955–1965: Carl Trabold
- 1965–1969: Karl Pfeifle
- 1970–1983: Werner Schaile
- 1984–1989: Alfred Entenmann
- 1989–1994: Peter Wetter
- 1994:–0000 Alfred Entenmann
- 1995–2004: Wolfgang G. Crusen
- 2005–2012: Friedhelm Repnik
- 2013–2017: Marion Caspers-Merk[13]
- 2018–2025: Georg Wacker
- ab August 2025: Michael Grepl[14]

## Produkthistorie
- seit 1948: Toto
- seit 1958: Lotto 6aus49
- 1967–1974: Olympia-Lotterie
- seit 1970: Glücksspirale
- seit 1977: Spiel 77
- seit 1986: Rubbellotterien
- seit 1992: Super 6
- seit 1999: Oddset
- seit 2005: Keno
- seit 2010: Silvester-Millionen
- seit 2012: Eurojackpot
- seit 2016: Glücksspirale Sieger-Chance
- 2017–2018: Logeo
- seit 2024: Virtuelle Automatenspiele

## Derzeitiges Spielangebot
- Lotto 6aus49

- Eurojackpot
- Spiel 77
- Super 6
- Glücksspirale
- Glücksspirale Sieger-Chance
- Keno
- plus 5
- Toto 13er-Ergebnistipp

- Toto 6aus45-Auswahltipp
- Silvester-Millionen
- Lose
- Virtuelle Automatenspiele

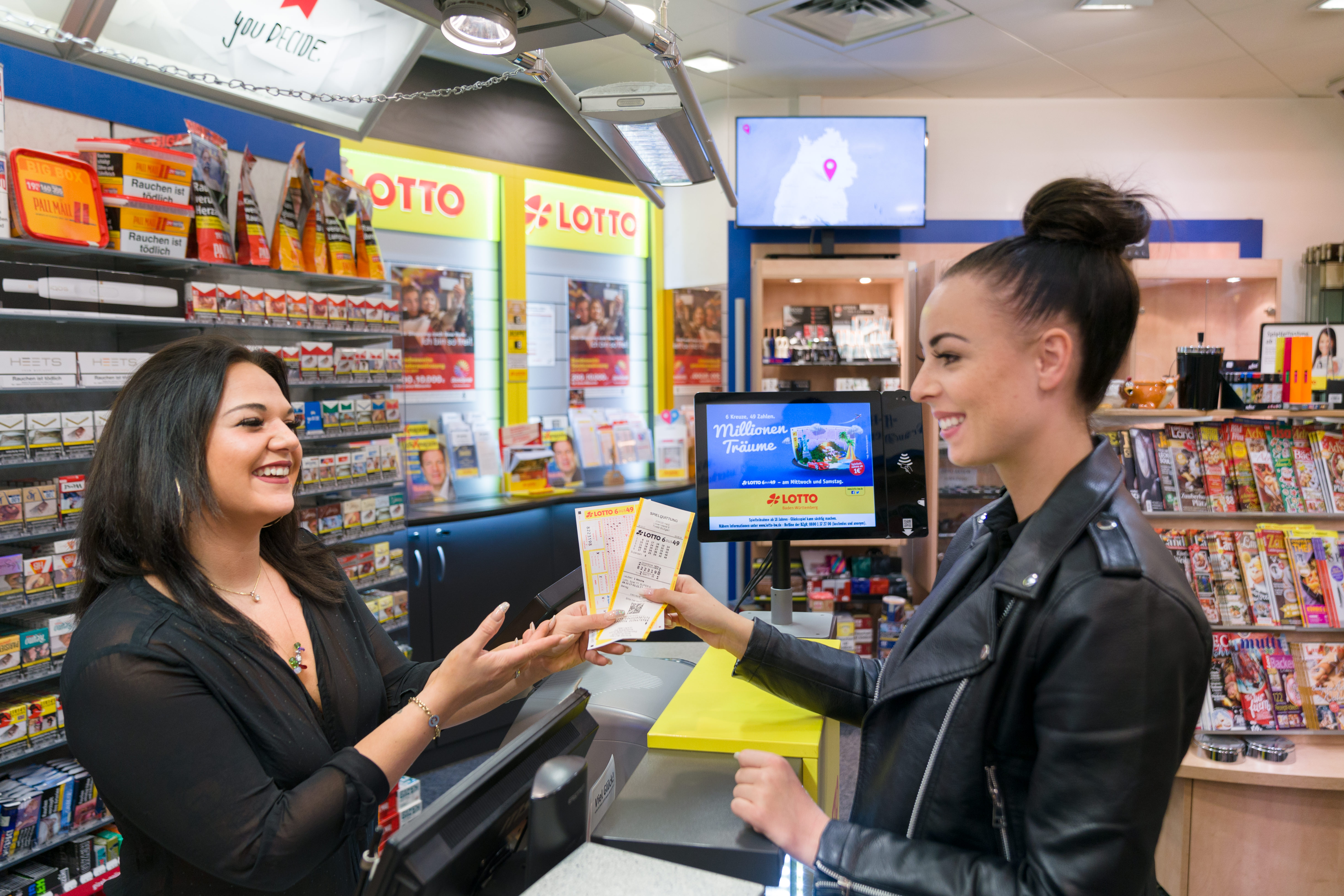
In einer Annahmestelle erhält eine Kundin ihre Spielquittung für Lotto 6aus49.

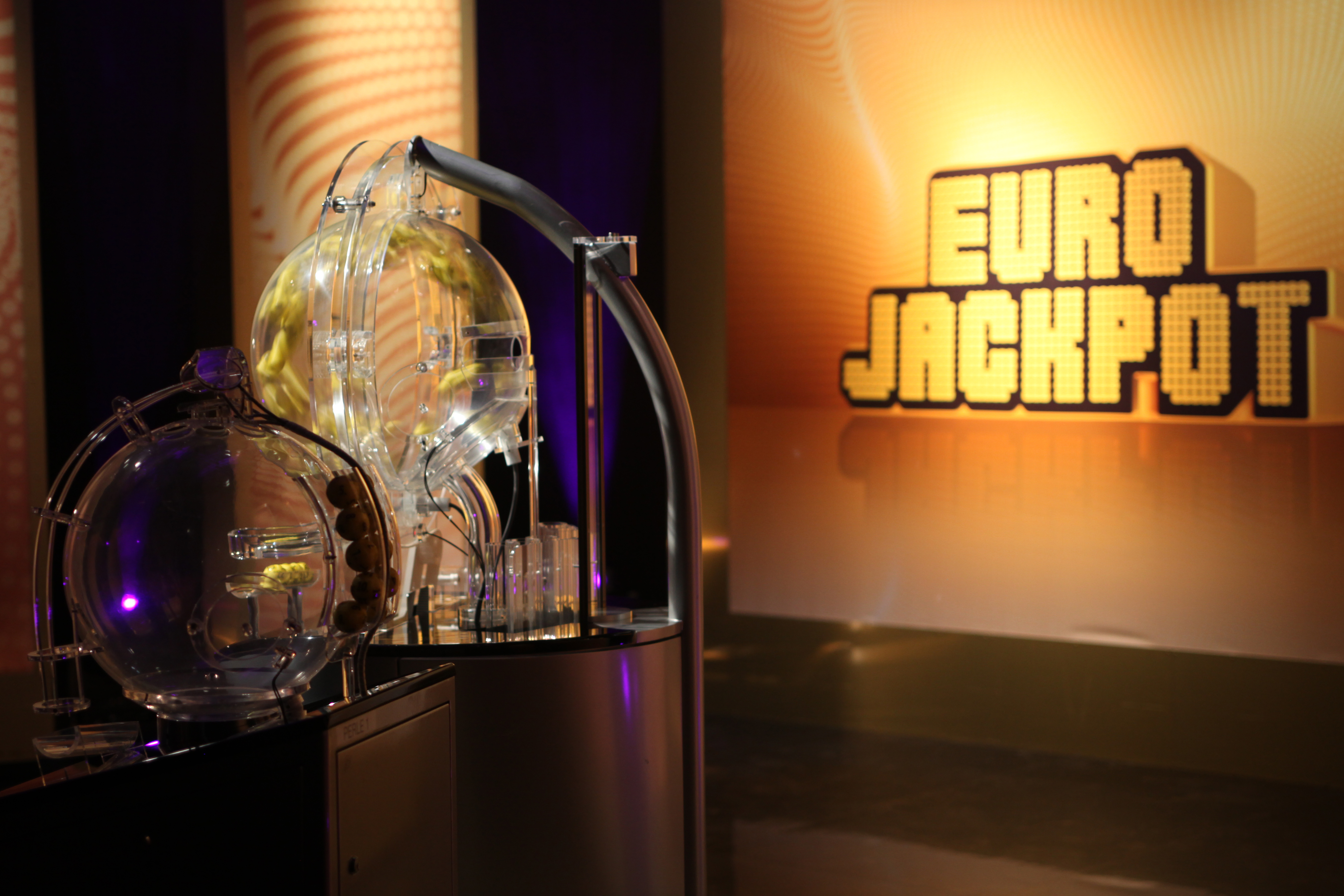
Der Eurojackpot wird seit 2012 im finnischen Helsinki gezogen.

Das Spielangebot richtet sich ausschließlich an Volljährige.

## Großgewinne
Im Oktober 2016 wurde der mit 90 Millionen Euro seinerzeit größte deutsche Einzelgewinn von einem Eurojackpot-Spieler aus Baden-Württemberg erzielt. Der Tipper versuchte sein Glück in einer Annahmestelle im Schwarzwald. Sein Spieleinsatz lag bei 20 Euro. Im Durchschnitt fallen pro Jahr in Baden-Württemberg 30 Millionengewinne an. 2024 waren es genau 30 – damit liegt Baden-Württemberg in der bundesweiten Millionärsstatistik auf Platz 2 hinter Nordrhein-Westfalen.

## Lotto-Affäre Baden-Württemberg
Bereits seit 1994 ermittelte die Staatsanwaltschaft in Stuttgart wegen Betrugs im Zusammenhang mit Spielunregelmäßigkeiten bei der Staatlichen Toto-Lotto GmbH Baden-Württemberg und seit Mitte März auch wegen mehrfacher Untreue gegen Peter Wetter. Am 30. Mai 1995 wurde ihm ein Strafbefehl in Höhe von 52.500 DM wegen Untreue in seiner Funktion als Geschäftsführer zugestellt. Zur Vermeidung einer Verurteilung in einem öffentlichen Strafverfahren und ohne weitere öffentliche Aufklärung der erhobenen Vorwürfe bezahlte Wetter diesen Strafbefehl.
Verschiedene Zeitungen und Nachrichtenmagazine hatten zuvor über ihn in seiner Funktion als Lotto-Chef in Baden-Württemberg berichtet. Im Spiegel erschien u. a. ein Artikel mit dem Vorwurf, dass ein großer Teil der von baden-württembergischen Lottokunden gekauften Spielscheine niemals an Ziehungen zu Sonderauslosungen teilgenommen haben. Der Aufwand für die nach jeder Ziehung jeweils notwendige Aussortierung der Dauerlottoscheine (Spielscheine für mehrere Wochen hintereinander) aus der Lostrommel erschien Peter Wetter offenbar zu aufwendig, deswegen wurden diese gar nicht zur Ziehung in die Lostrommel geworfen. Die Stammkunden mit Dauerlottoscheinen ahnten davon nichts. Außerdem – so der Spiegel – seien Familienangehörige, Verwandte und Freunde von Peter Wetter innerhalb der Lottozentrale auf lukrative Spitzenpositionen gehievt worden. Er selbst habe zahlreiche von der Lottogesellschaft finanzierte Luxusreisen ins Ausland unter dem Vorwand angeblich notwendiger Tagungen und Konferenzen und damit verbundene Vorteilsvergaben an Mitarbeiter von Lotto sowie an Dritte zu verantworten.
Auch einige unter notarieller Aufsicht gezogene Gewinnerlose blieben nach der Ziehung unberücksichtigt und wurden unter Peter Wetters Aufsicht ohne Auszahlung zurück in die Lostrommel geworfen, sofern sich herausstellte, dass der Name des Gewinners auf dem Los ausländisch klang.
Wetter musste nach dem Strafbefehl seinen Stuhl als Lotto-Chef räumen. Im Vorfeld der Affäre wurde auch der baden-württembergische Finanzminister Gerhard Mayer-Vorfelder in seiner Funktion als Aufsichtsratschef der Lotto-Gesellschaft verwickelt, was zuvor bereits zu einem weiteren Skandal und anschließend zu einem erheblichen Teil auch zu seinem Rücktritt beigetragen hat.
Der sich aus dem Strafbefehl gegen Peter Wetter entwickelnde Skandal erlangte als Lotto-Affäre Baden-Württemberg Bekanntheit, da die Öffentlichkeit vor allem das milde Urteil des Strafbefehls (nur ein kleiner Bruchteil seiner Jahreseinkünfte und Tantiemen bei Lotto) umgangssprachlich als „Vetterleswirtschaft“ wahrnahm. Sowohl Wetter als auch Mayer-Vorfelder sowie der verantwortliche Justizminister Thomas Schäuble waren Mitglied der seinerzeit in Baden-Württemberg regierenden CDU.

## Belege
1. ↑  Beteiligungsbericht 2015 des Landes Baden-Württemberg. S. 105. Ministerium für Finanzen und Wirtschaft Baden-Württemberg, abgerufen am 13. Dezember 2016.
2. ↑  Beteiligungen und Landesbetriebe im Überblick. Ministerium für Finanzen Baden-Württemberg, abgerufen am 14. Januar 2022.
3. ↑  Geschäftsbericht 2015, S. 37. Lotto Baden-Württemberg, abgerufen am 30. November 2016.
4. ↑  Zeitung: CDU-Mann Wacker wird neuer Lotto-Chef im Ländle – Lotto News. In: Lotto News. 14. November 2017 (lotto-news.de [abgerufen am 5. Januar 2018]).
5. ↑  Unternehmen - Über uns. Lotto Baden-Württemberg, abgerufen am 7. Februar 2023.
6. 1 2  STLG: Bestes Ergebnis der Unternehmensgeschichte. In: Isa Guide. Staatliche Toto-Lotto GmbH Baden-Württemberg, 8. Januar 2025, abgerufen am 8. Januar 2021.
7. ↑  dpa-infocom, dpa:250109-930-339035/2: Rekordjagd zum Glück - Lottoeinsätze so hoch wie ni. Süddeutsche Zeitung, 9. Januar 2025, abgerufen am 7. Februar 2023.
8. ↑  Jahresbilanz 2024 – Lotto Baden-Württemberg. Abgerufen am 3. Juni 2025.
9. ↑  2. BMJBBG Zweites Gesetz über die Bereinigung von Bundesrecht im Zuständigkeitsbereich des Bundesministeriums. Abgerufen am 14. Januar 2022.
10. ↑  Sportförderung in Deutschland. (PDF) Deutscher Bundestag, abgerufen am 24. Januar 2017.
11. ↑  Geschäftsbericht 2015. S. 60/61. Lotto Baden-Württemberg, abgerufen am 21. Dezember 2016.
12. ↑  Lotto Baden-Württemberg 2. Januar 2017
13. ↑  Caspers-Merk wird neue Lotto-Chefin – Südwest. In: Badische Zeitung. (badische-zeitung.de [abgerufen am 5. Januar 2018]).
14. ↑  Wechsel in der Geschäftsführung. Abgerufen am 1. August 2025.
15. ↑  50 Jahre Toto-Lotto Baden-Württemberg. S. 196ff. Lotto Baden-Württemberg, abgerufen am 21. Dezember 2016.
16. ↑  Glücksspielrecht & Jugendschutz. Bundeszentrale für gesundheitliche Aufklärung (BZgA), abgerufen am 22. Februar 2017.
17. ↑  Gewinner von höchstem Lottogewinn Deutschlands kommt aus dem Schwarzwald. In: Südkurier. Abgerufen am 24. Januar 2017.
18. ↑  Pressemitteilungen. Lotto Baden-Württemberg, archiviert vom Original am 21. Dezember 2016; abgerufen am 21. Dezember 2016.
19. ↑  Zahl der Millionengewinne in Baden-Württemberg. Staatliche Toto-Lotto GmbH Baden-Württemberg, 7. Februar 2023, abgerufen am 1. Juli 2024.
20. ↑  Strafbefehl gegen Ex-Lottochef Peter Wetter, abgerufen am 10. Juli 2017.
21. ↑  Artikel Das Geld muß raus. In: Der Spiegel 27/1995, S. 94ff., abgerufen am 10. Juli 2017.
22. ↑  Landesarchiv Baden-Württemberg R 1/005 D941011/103, abgerufen am 10. Juli 2017.
23. ↑  Artikel Lieber kein Prozess. In: Focus 23/1995, abgerufen am 10. Juli 2017
24. ↑  Artikel Getarnte Witwen. In: Der Spiegel 24/1994, abgerufen am 10. Juli 2017.
25. ↑  Artikel Vom Glück verlassen. In: Focus 24/1994, abgerufen am 10. Juli 2017.